# Карвен (кантон)
Карвен (фр. Carvin) — кантон во Франции, находится в регионе О-де-Франс, департамент Па-де-Кале. Входит в состав округа Ланс.

## История
До 2015 года в состав кантона входили коммуны:
- Карвен
- Либеркур

В результате реформы 2015 года  состав кантона был изменен — в него была добавлена коммуна Курьер.

## Состав кантона с 22 марта 2015 года
В состав кантона входят коммуны (население по данным Национального института статистики за 2018 г.):
- Карвен (17 399 чел.)
- Курьер (10 544 чел.)
- Либеркур (8 337 чел.)

## Политика
На президентских выборах 2022 г. жители кантона отдали в 1-м туре Марин Ле Пен 39,7 % голосов против 22,9 % у Жана-Люка Меланшона и 19,4 % у Эмманюэля Макрона; во 2-м туре в кантоне победила Ле Пен, получившая 58,2 % голосов. (2017 год. 1 тур: Марин Ле Пен – 36,2 %, Жан-Люк Меланшон – 23,6 %, Эмманюэль Макрон – 15,6 %, Франсуа Фийон – 9,5 %; 2 тур: Ле Пен – 53,1 %. 2012 год. 1 тур: Франсуа Олланд — 31,3 %, Марин Ле Пен — 27,5 %, Николя Саркози — 17,6 %; 2 тур: Олланд — 60,3 %).
С 2015 года кантон в Совете департамента Па-де-Кале представляют мэр города Либеркур Даниэль Масьежас (Daniel Maciejasz) и вице-мэр города Курьер Патрисия Руссо (Patricia Rousseau) (оба — Социалистическая партия).
|                | Кандидаты                       | Партия                   | Первый тур | Первый тур     | Второй тур | Второй тур |
| Кол-во голосов | Кандидаты                       | Партия                   | % голосов  | Кол-во голосов | % голосов  |            |
| -------------- | ------------------------------- | ------------------------ | ---------- | -------------- | ---------- | ---------- |
|                | Даниэль Масьежас Патрисия Руссо | Социалистическая партия  | 3 409      | 43,38          | 4 812      | 61,18      |
|                | Арно де Ринье Анни Кажор        | Национальное объединение | 2 627      | 33,43          | 3 053      | 38,82      |
|                | Жан-Люк Ремон Патрисия Руссо    | Разные левые             | 986        | 12,55          |            |            |
|                | Паскалин Бланшар Брюно Мезер    | Европа Экология Зелёные  | 837        | 10,65          |            |            |

|                | Кандидаты                             | Партия                    | Первый тур | Первый тур     | Второй тур | Второй тур |
| Кол-во голосов | Кандидаты                             | Партия                    | % голосов  | Кол-во голосов | % голосов  |            |
| -------------- | ------------------------------------- | ------------------------- | ---------- | -------------- | ---------- | ---------- |
|                | Даниэль Масьежас Патрисия Руссо       | Социалистическая партия   | 4 146      | 34,60          | 6 286      | 51,63      |
|                | Филипп Бурсо Анн-Софи Полле           | Национальный фронт        | 5 132      | 42,82          | 5 889      | 48,37      |
|                | Мария Роза Канфарелли Джакомо Фламмиа | Союз за народное движение | 1 357      | 11,32          |            |            |
|                | Тибо Бавьер Эмили Босман              | Разные левые              | 1 349      | 11,26          |            |            |

|  | Кандидат         | Партия                  | % голосов |
|  | ---------------- | ----------------------- | --------- |
|  | Даниэль Масьежас | Социалистическая партия | 62,66     |
|  | Кристофер Щурек  | Национальный фронт      | 37,34     |

|  | Кандидат         | Партия                  | % голосов |
|  | ---------------- | ----------------------- | --------- |
|  | Даниэль Масьежас | Социалистическая партия | 72,15     |
|  | Эрик Иорио       | Национальный фронт      | 27,85     |